# Filip Sajler
Filip Sajler (* 18. ledna 1979 Praha) je český šéfkuchař a automobilový závodník, známý z gastronomického pořadu Kluci v akci vysílaného v České televizi.
Stal se zakladatelem a CEO ve společnostech Perfect Canteen & Perfect Catering, patřících do rodiny firem Hopi Holding. Soustředí se na firemní kantýny, moderní firemní stravování a prémiový catering. Jedná se o desítky restaurací v Praze, Brně a středních Čechách. Je také zakladatelem projektu Cibule.

## Osobní život
Jeho manželkou je automobilová závodnice Gabriela Sajlerová. Společně vychovávají dvě děti. Opakovaně se zúčastnil českého a evropského mistrovství závodů automobilů do vrchu a na okruzích.

## Kariéra kuchaře
Při vaření klade důraz na maximální jednoduchost, tradiční kuchařské postupy a čerstvé suroviny. Zkušenosti sbíral v restauracích a cateringových společnostech v Thajsku, Itálii, Španělsku, Norsku, Londýně a New Yorku. Absolvoval stáže u šéfkuchařů michelinských restaurací, například Yannicka Alléno, Armanda Arnanda a Norberta Niederkopflera.
Tři roky byl kapitánem Pražského regionálního týmu a další tři členem Českého národního kuchařského týmu. Je držitelem řady ocenění z kuchařských soutěží (FHA Culinary cup Singapore, IGEHO Stuttgart, ScotHot Glasgow, World Culinary Championship Basil), včetně té z Kuchařské olympiády v Erfurtu.
Vařil či organizoval catering v průběhu českého předsednictví EU, rovněž tak pro umělce včetně Madonny, Davida Bowieho, Bruce Springsteena a Sheryl Crow, pro sportovce Tigera Woodse a Garryho Kaspara i pro tým Davida Copperfielda, Petra Čecha, Johna Malkoviche.
Stal se také zakladatelem projektu Cibule, v němž se podílí vedení společnosti a určuje směr jejího dalšího rozvoje v divizi HOPI CHEF TECH FOOD, zahrnující všechny aktivity Perfect Catering, Perfect Canteen, Cibule BISTRO, Perfect Chefs a EATSMART.

## Kariéra automobilového závodníka
K automobilovým závodům jej přivedli manželka a její otec Martin Jerman.
V sezóně 2014, 2016 získal titul vicemistra na Mezinárodním mistrovství ČR v závodech do vrchu – třída N nad 2000 cm³ a v německém Glasbachu obsadil 3. místo ve skupině N, což je jeho nejlepší výsledek v evropských závodech.
V sezóně 2015 dosáhl na titul vicemistra divize 1 produkčních aut na Mezinárodním mistrovství ČR v závodech do vrchu a v závodě na Masarykově okruhu v Brně vyjel ve vytrvalostním závodu 12h Epilog 2. místo v divizi A2.
V roce 2016 získal druhé místo ve skupině N v evropském finále Hill Climb Masters na trati Štemberk/CZ.
V roce 2018 vyhrál ve skupině N v produkčních autech závod Mistrovství Evropy FIA Hill Climb European na trati Ecce Homo Štemberk/CZ. V roce 2018 také získal 2. místo ve skupině N, závod Mistrovství Evropy FIA Hill Climb European na trati v Dobšiné/SK.
V sezóně 2018 pak dosáhl na titul vicemistra produkčních aut na Mezinárodním mistrovství ČR v závodech do vrchu ‐ Divize I.
V letech 2020 a 2021 závodili s manželkou v rámci Eset Cup Series, kde se pravidelně umisťovali na pódium s druhým vozem KTM X-Bow GT4 stáje RTR Projects.

## Ocenění
- FHA Culinary Cup Singapore
- IGEHO Stuttgart
- ScotHot Glasgow
- World Culinary Championship Basil
- 3. místo na Kuchařské olympiádě v Erfurtu